# Elena Roca
Pour les articles homonymes, voir Roca.
Elena Roca Moro (née le 1er juillet 1976 - ) est une joueuse espagnole de rugby à XV de 1,70 m pour 69 kg, occupant le poste de centre (n°12 ou 13) pour le club de CR Arquitectura Técnica et en sélection nationale pour l'équipe d'Espagne.

## Biographie
Elena Roca participe au Tournoi des six nations féminin et a été sélectionnée pour la Coupe du monde de rugby féminine 2006.

## Palmarès
- 45 sélections en équipe d'Espagne
- participations au Tournoi des six nations féminin
- participations aux Coupe du monde de rugby féminine 2002 et Coupe du monde de rugby féminine 2006